# 重商主義

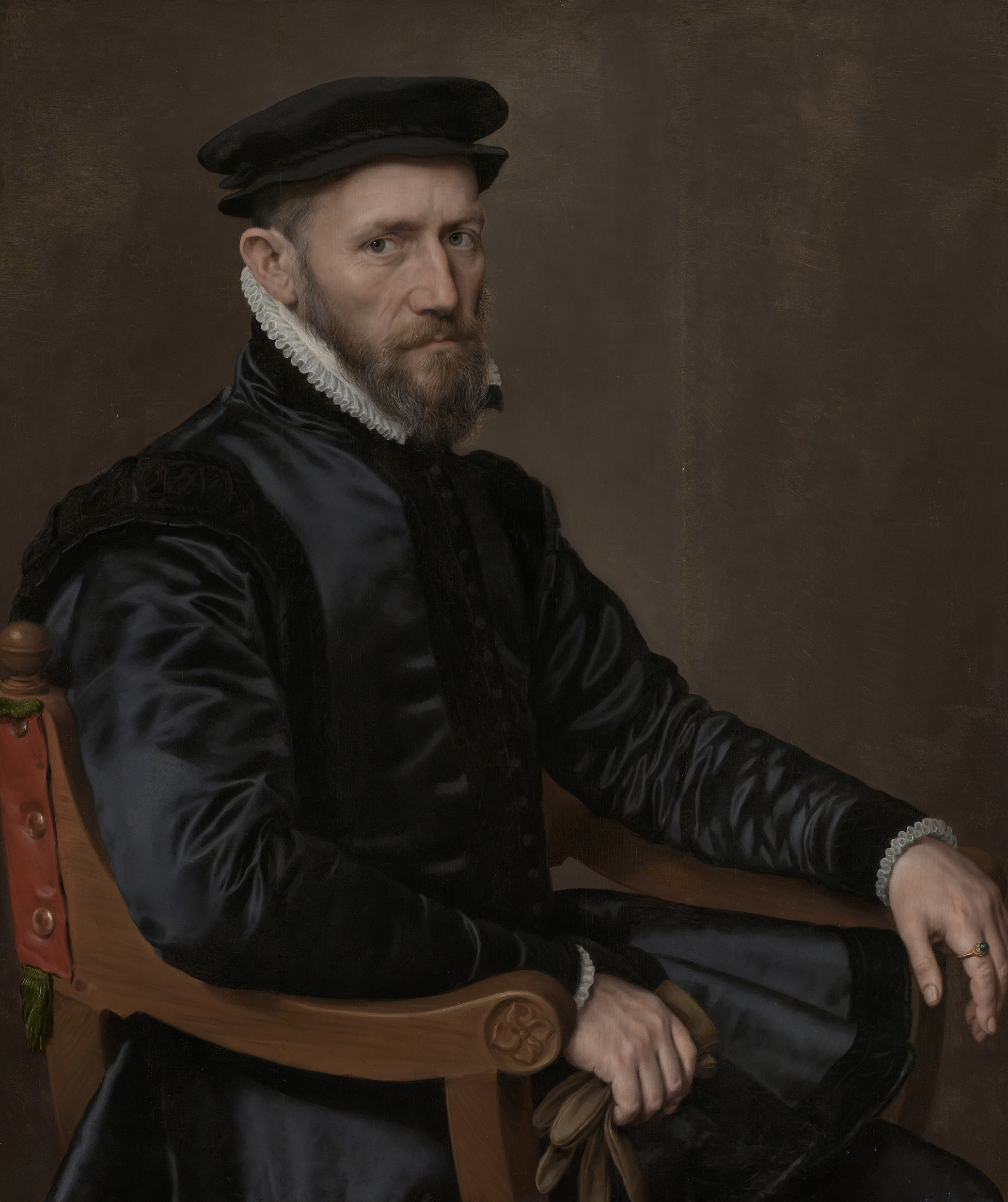
イングランドの重商主義的財政家トーマス・グレシャム。「グレシャムの法則」で知られる。

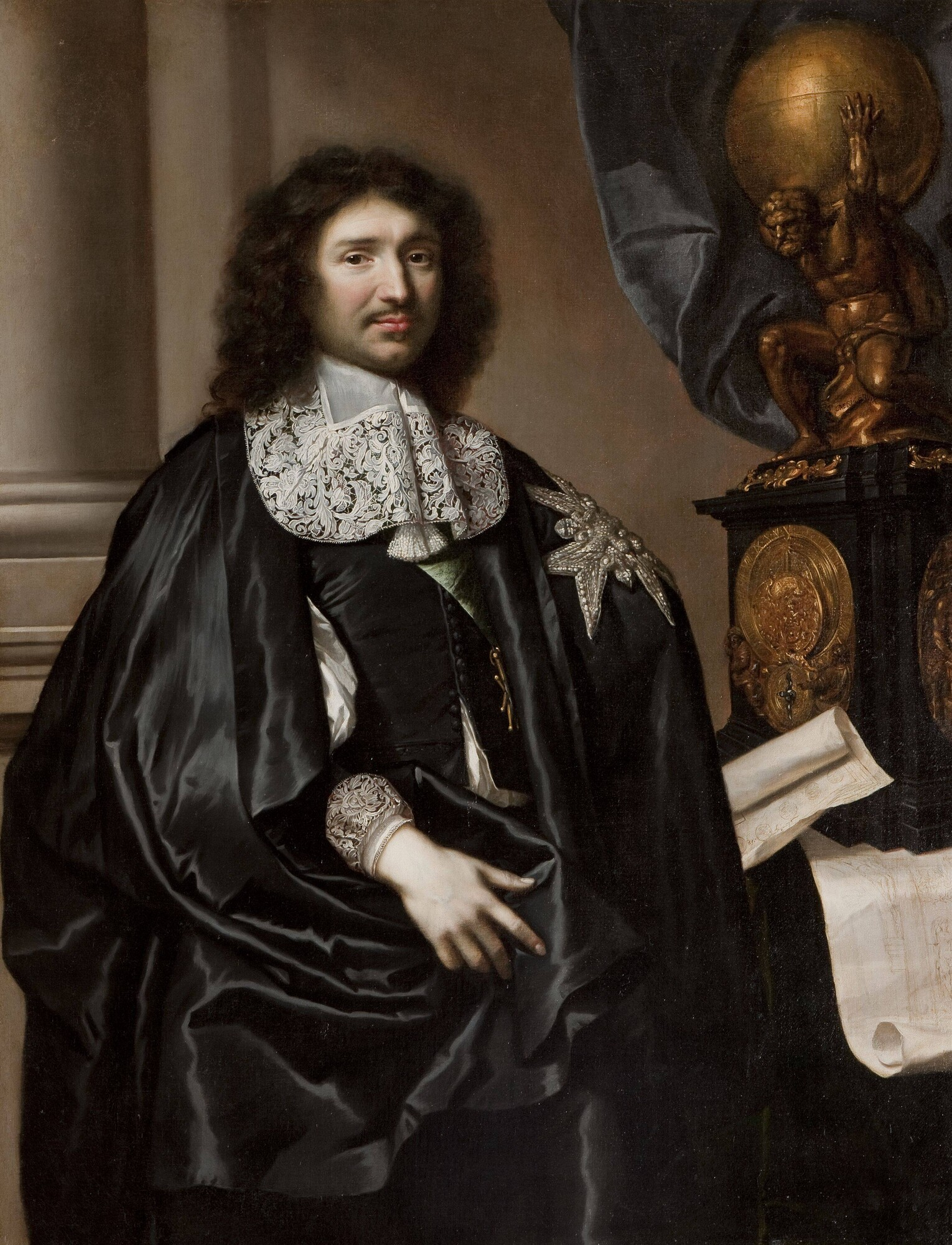
フランスの財政総監ジャン＝バティスト・コルベール。コルベルティズムと呼ばれる重商主義諸政策を遂行した。

重商主義（じゅうしょうしゅぎ、英: mercantilism）とは、貿易などを通じて外貨準備などを蓄積することにより、貴金属や貨幣などの国富を増やすことを目指す経済思想や経済政策の総称。

## 概要
重商主義は、国家の輸出を最大化し、輸入を最小化するように設計された国家的な経済政策であり、16世紀から18世紀の原始工業化時代のヨーロッパ地域で支配的な考えであった。特に絶対君主制を標榜する国家では、常備軍や官僚制度などの絶対主義体制を維持、増強するため国富の増大が必要となり、重商主義を基とした経済への介入政策が取られた。具体的な政策としては、製品の貿易収支を通じた外貨準備の蓄積や、工業製品に対する高関税がある。
重商主義の理論は時代と共に発展し、初期の重金主義と後期の貿易差額主義に大別することができる。しかし「富とは金（や銀、貨幣）であり、国力の増大とはそれらの蓄積である」と言う共通する認識があった。重商主義に基づく政策は、植民地の拡大、植民地からの搾取、他国との植民地争い、保護貿易などを加熱させた。一方、植民地維持のコストの増大や、政権と結びついた特権商人の増加などが問題となり、自由経済の考え（現代では古典派経済学と呼ばれる）の発達を促す基となった。 
重商主義は、現在では過去の理論と認識されるが、貿易に対する非関税障壁が新重商主義として重要性を帯びている。また、経済に政府が介入する形で、まだ重商主義が実践されているという主張もある。
過去の重商主義の論者としては、チャイルド、オリバー・クロムウェルやジャン＝バティスト・コルベールらが代表的である。

## 理論
1500年から1750年の期間に存在したヨーロッパの経済学者のほとんどは今日、一般に重商主義者―この用語は当初、ミラボーやスミスなどの批評家によってのみ使用されていたが、歴史家によってすぐに採用された―とみなされている。もともと、標準的な英語の用語は商業システム"mercantile system"であり、重商主義"mercantilism"という言葉は、19世紀初頭にドイツ語から英語に輸入された。
一般に重商主義文献"mercantilist literature"と呼ばれるものの大部分は、英国において1620年代に登場した。スミスは英国の商人トーマス・マン（1571–1641）を、特に彼の死後に出版された"Treasure by Foreign Trade" (1664)において商業システム(the mercantile system)の主要な創造者と見なし、重商主義運動の原型またはマニフェストと考えた。おそらく最後の主要な重商主義者の著作は1767年1月出版のジェームス・スチュアートの"Principles of Political Economy"であろう。 
重商主義の文献は英国を超えてさらに広がった。イタリアとフランスはそれぞれ、ジョバンニ・ボテロ（1544〜1617年）やアントニオ・セラ（1580〜？）、ジャン・ボダンやコルベール等の重商主義をテーマとした著名な著述家を輩出した。同様のテーマは、リストにはじまるドイツ歴史学派の作家や、アメリカ・システムと英国の自由貿易帝国主義の支持者の間にも存在しており、19世紀まで重商主義の主張は存在したが、マンやミッセルデンを含む多くの英国の作家は商人であり、他の国の作家の多くは公務員であった。 国家の富と力を理解する方法としての重商主義を超えて、マンやミッセルデンは、より幅広い経済問題に対する視点で注目されている。
オーストリアの弁護士であり学者で、官房学の先駆者の一人であるフィリップ・ヴィルヘルム・フォン・ホーニックは、その1684年の著作 "Austria Over All, If She Only Will" において彼が効果的な国民経済とみなしたものの9点式綱領を詳述したが、これは重商主義の見解を包括的に要約している。
1. 国の土壌のあらゆる部分を農業、鉱業または工業に利用すること。
2. 完成品は原材料よりも価値が高いため、国で見つかったすべての原材料を国内製造に使用すること。
3. 大規模な労働人口を奨励すること。
4. 金と銀のあらゆる輸出を禁止し、国内の貨幣をすべて流通した状態に保つこと。
5. すべての外国製品の輸入を可能な限り制限すること。
6. 特定の輸入品が不可欠である場合、金や銀ではなく他の国内製品と引き換えに、それらを直接入手すること。
7. 輸入は可能な限り自国で完成できる原材料に限定すること。
8. 国の余剰製造物を、金と銀との交換のために必要な限りで外国人に売る機会を常に求めること。
9. そのような財が自国で十分かつ適切に供給されている場合、輸入を許可しないこと。

フォン・ホーニック以外に、後にアダム・スミスが古典経済学のためにしたように理想的な経済のための包括的なスキームを提示する重商主義者はおらず、むしろ、各重商主義者は、経済の単一の領域に集中する傾向があった。後になってやっと非重商主義学者はこれらの「種々の」着想を彼らが重商主義と呼ぶものに統合した。従って、一部の学者は「まったく異なる種々の事象に対する誤った統一"a false unity to disparate events"」であると主張し、重商主義という考え方を完全に拒否している。スミスは重商主義を、製造業者と商人による消費者に対しての巨大な陰謀と見なし、この見解はいくつかの著述家、特にロバート・E・エケランドとロバート・D・トリソンをして重商主義を「レントシーキング社会"a rent-seeking society"」と呼ばしめた。
ある程度まで、重商主義の見解それ自体が経済学の一般理論を不可能にした。重商主義者たちは経済システムを、ある当事者による利益は別の当事者による損失を必要とする「ゼロサムゲーム」と見なした。したがって、1つのグループに利益をもたらした政策システムは、定義上、他のグループに害を及ぼし、民富または公益を最大化するために経済学が使用される可能性はない。重商主義者の著作は一般に、最良の政策の研究としてではなく、特定の慣行を合理化するために作成された。
重商主義の国内政策は、その貿易政策よりも断片的だった。アダム・スミスは経済に対する厳格な統制を支持するものとして重商主義を描写したが、多くの重商主義者は反対した。近世は専売特許証と政府によって課された独占の時代であり、一部の重商主義者はそれを支持したが、他の者はそのようなシステムの腐敗と非効率性を認めた。多くの重商主義者はまた、輸入制限と価格上限の避けられない結果が闇市場であることに気づいた。重商主義者が広く同意した概念の1つは、労働人口の経済的抑圧の必要性であり、労働者と農民は「生計の限界"margins of subsistence"」に住んでいた。 目的は、消費を気にせずに生産を最大化することであった。「下層階級」のための余分なお金、自由時間、教育は、必然的に悪と怠惰につながり、経済に害をもたらすと見なされた。
重商主義者たちは多数の人口を、より大きな市場と軍隊の発展を可能にする富の一種の形態とみなした。重農主義の見解は重商主義とは反対であり、（逆に）資源の供給が人類の増加に追いつかなくなると予測した。重商主義の考えは、市場を保護し、農業とそれに依存する人々を維持することであった。

## 起源
「商人システム"mercantile system"」という用語は、その最も重要な評論家であるアダム・スミスによって使用されたが、ミラボー（1715–1789）はそれより以前に「重商主義"mercantilism"」を使用していた。
重商主義は政治権力のより古い説明―神に授けられた王権と絶対君主制―に対する、経済においてのカウンターパートとして機能した。
学者たちは、なぜ250年にわたって重商主義が経済的イデオロギーを支配していたのかについて議論している。ジェイコブ・バイナーに代表される第一のグループは、重商主義を単純明快で常識的なシステムと見なし、単に必要な解析手段の欠陥によって、その論理的誤謬が当時の人々には不明瞭のままであっただけであるとする。
ロバート・B・エケランドなどの学者に支持された第二のグループは、商業主義を誤謬としてではなく、それを発展させた人々にとって最良の（最も利益が大きい）システムとして描いている。この学派は、超過利潤を追求する（レントシーキング）商人と政府が重商主義政策を発展させ、実施したと主張する。商人は、強制された独占、外国競争の禁止、労働者の貧困から大きな利益を得、政府は、高い関税と商人からの支払いによる恩恵を受けた。そのことを裏付けるかのように、後世の経済的な思想が主に学者や哲学者によって展開されたのに対し、ほぼすべての重商主義者は商人または政府の役人であった。
マネタリズムは、重商主義の第三の説明を提供する。ヨーロッパの貿易は、アジアからの商品の代金を支払うために地金を輸出することによって、マネーサプライを低下させ、物価と経済活動に下降圧力（売り圧力）をかけていた。この仮説は、ちょうど紙幣が流通し始めたアメリカ独立戦争とナポレオン戦争までの英国経済のインフレの欠如が裏付けている。
第四の説明は、その時代の戦争における専門性と技術の向上が、（戦争を見越した）十分な準備金の維持をますます高額でやがては競争的なビジネスにしたことにある。
重商主義は、ヨーロッパ経済の移行時に発展した。孤立した封建国家は、権力の焦点としての中央集権的な民族国家に取って代わられていった。海運の技術的変化と都市中心部の成長により、国際貿易は急速に増加した。重商主義は、どのようにすればこの貿易が国家にとって最大限の助け（利益）になるかに焦点を置いた。もう1つの重要な変革は、複式簿記と近代的な会計の導入である。この会計（方法）により貿易の流入と流出が極めて明確になったことは、貿易収支の綿密な調査に貢献した。もちろん、アメリカ大陸の発見の影響は無視できない。新しい市場と新しい鉱山は、外国貿易をそれまで考えられなかった規模に押し上げ、物価の大幅な上昇と商業活動それ自体の規模の増加につながった。
重商主義より以前にヨーロッパで書かれた最も重要な経済についての著作は中世のスコラ学の理論家によるものである。これらの思想家の目標は、キリスト教の敬虔と正義の教義に適合する経済システムを見つけることであり、彼らは主にミクロ経済学と個人間の市内交換（市内交換）に焦点を置いた。重商主義は、中世の世界観に取って代わり始めた他の理論や発想と密接に連携していた。この時期には、まさに(目的のために手段を選ばない)マキアベリ流の（策謀政治の、権謀術数的な）現実政策（実益政策）が採用され、国際関係における国益の（重要度における）優位性が見られた。すべての商業をゼロサム・ゲームとみなす重商主義的な発想においては、それぞれの側が冷酷な競争において他の側に優位たろうとするが、このような発想はトマス・ホッブズの作品群に集約された。この人間の自然性についての暗い見方は、ピューリタンの世界観にもよく適合し、実際1651年の「航海条例」など最も押し付けがましく重商主義的な法律のいくつかは、オリバー・クロムウェルの政権によって制定された。

## 歴史的展開
大航海時代、アメリカ大陸やインド・東南アジアへの西欧の到達と直接交易の開始が貴金属や香辛料など稀少商品の価格革命をもたらし、商業革命のパトロン（援助者・免許者）としての王権に莫大な富をもたらした。
オランダ、英国、フランスの各東インド会社は植民地政策の重要な尖兵となっただけでなく、有限責任方式の開発など市民社会形成に重要な足跡を遺し、19世紀の産業革命をもたらした。また、その是非を通じて経済政策や思想における活発な議論がなされるようになり、これが後にフランソワ・ケネーやデイヴィッド・ヒューム、アダム・スミスが登場する素地となった。
重商主義政策の実施によって国境管理が厳しくなり、海を越えて移動する物品に関税がかけられるようになったが、海の国境管理は社会通念的に定着しておらず、密輸に対する犯罪意識も低かった。税関組織が未発達なために海岸線の管理能力が限られており、アメリカ植民地の愛国派商人や、自由な国境移動を当然の権利と考える人々によって大規模な密貿易が横行した。

## 思想・体系
貿易と国家の繁栄を結びつける思想は、イタリアの諸都市において15世紀には存在していた。フィレンツェ共和国の外交官でもあったニッコロ・マキャヴェッリの『リウィウス論』や『君主論』、イエズス会の司祭であるジョヴァンニ・ボッテーロが書いた『国家理性論』において、そうした思想が展開されている。16世紀以降になると、ヨーロッパ各国で、貿易での優位が国内の利益につながると考えられるようになった。
17-18世紀の英国で隣国の発展を脅威と捉える人々が現れ、重商主義という経済思想が形成された。重商主義の主な考え方は、輸出はその国に貨幣をもたらすが輸入はもたらさないため、輸出は良いが輸入は良くないというものである。重商主義の基礎には近代国家があり、それを支える感情は愛国心、ナショナリズムである。重商主義は自国と他国を比較し、国家間に敵対関係を想定するものであった。
重商主義は、アメリカ合衆国の初期の経済学派であるアメリカ学派や、アメリカ・システムをはじめとする19世紀の経済政策にも影響を与えた。

### 重金主義
重金主義（じゅうきんしゅぎ、英: Bullionism、ブリオニズム）とは、貴金属のみを国富として、その対外取引を規制し流出を防止し、同時に対外征服や略奪、鉱山開発を推し進め、国富たる貴金属を蓄積させようとする政策。重工主義、取引差額主義ともいう。16世紀のスペイン、ポルトガルの代表的な政策で、のちフランス王ルイ14世に仕えた財務総監コルベールがとった経済運営（コルベール主義）が有名である。
国家は、税制優遇・補助金などで輸出を奨励し、関税によって輸入を抑制することで貿易黒字を増やし貴金属の流入を促進させた。
東洋に向かったポルトガルは王室国家権力による独占貿易をはかりカサ・ダ・インディア(インド庁)を設立した。リスボン到着の香辛料はすべてインド庁の倉庫に納入され転売益が国王収入となった。新大陸に向かったスペインにとっては交易の成立しない異文明との遭遇は掠奪と破壊の対象となった(スペインによるアメリカ大陸の植民地化参照)。

### 貿易差額主義
貿易差額主義（ぼうえきさがくしゅぎ）とは、輸出を進めて輸入を制限することにより国内産業を保護育成し、貨幣蓄積をはかる政策。重金主義が国家間での金塊等の争奪や私掠船（官許の民間掠奪船）の横行、相互の輸出規制合戦の様相を呈したのに対し、貿易の差額による国富（ここでは貴金属）の蓄積が主張された。
英国東インド会社の係官トーマス・マン（19世紀のドイツの作家パウル・トーマス・マンとは無関係）が主張、英国重商主義の中心的な政策となる。

## 主要な財政家・理論家

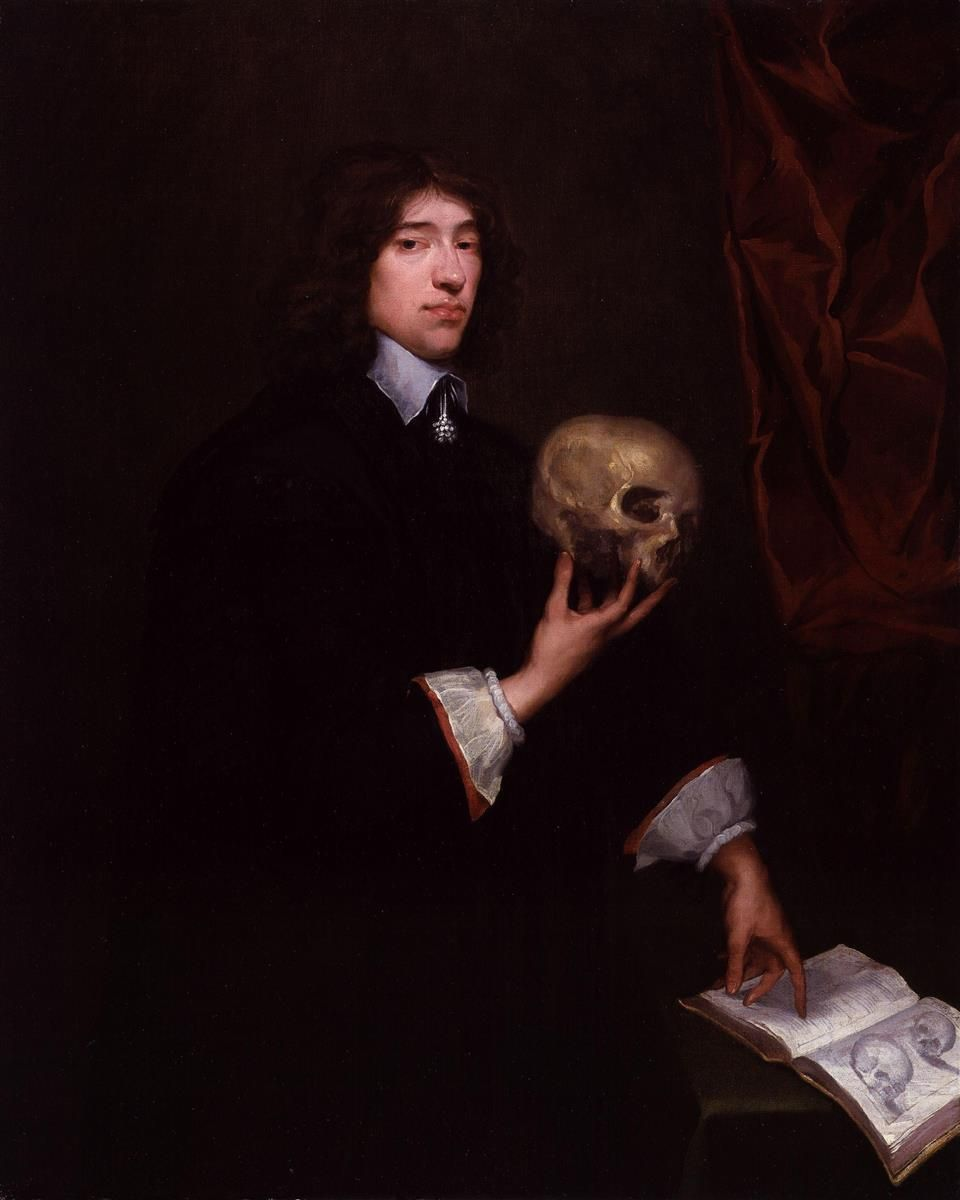
ウィリアム・ペティ / 彼の「政治算術」は重商主義経済学から古典派経済学への過渡期に位置づけられる

### 英国
- 重金主義者
  - トーマス・グレシャム（1519年 - 1579年） - 銀行家。グレシャムの法則で有名。
  - ジェラール・ド・マリーンズ（1586年 - 1641年）

- 貿易差額論者
  - トーマス・マン（1571年 - 1641年） - 東インド会社役員。主著『外国貿易によるイングランドの財宝』（1664年、死後出版）で貿易差額論を体系化。
  - オリバー・クロムウェル（1599年 - 1658年） - コモンウェルス時代の護国卿。航海条例で知られる。
  - エドワード・ミッセルデン（1608年 - 1654年）

- 「トーリー党自由貿易論者」
  - ジョサイア・チャイルド（1630年 - 1699年） - 主著『新交易論』（1693年）。
  - ニコラス・バーボン（1640年 - 1698年） - 主著『交易論』（1690年）。
  - ダドリー・ノース（1641年 - 1698年） - 主著『交易論』（1691年）。
  - チャールズ・ダヴナント（1656年 - 1714年） - 主著『東インド貿易論』（1696年|1696）。

- キャラコ論争・対仏通商論争の参加者
  - J.ケアリ（？ - 1720年頃） - 「キャラコ論争」（1670年代）で保護主義を主張。主著『イングランド交易論』（1695年）。
  - C.キング（18世紀前半） - コルベルティズムをめぐる「対仏通商論争」（18世紀前半）でウィッグ党の立場で保護主義を主張。主著『英国商人』（1721年）。
  - ダニエル・デフォー（1661年頃 - 1731年） - 対仏通商論争でトーリー党の立場で自由貿易を主張。主著『英国経済の構図』（1728年）。

- 古典派経済学の先駆者
  - ウィリアム・ペティ（1623年 - 1687年） - 国力を経済的に分析する「政治算術」を提唱。国力の基礎として貿易のみならず農業生産を重視、著書『租税貢納論』（1662年）で労働価値説の原型を作り「古典派経済学の祖」とされる。
  - バーナード・デ・マンデヴィル（1670年 - 1733年） - 主著『蜂の寓話』（1714年）。
  - ジョン・ロック（1632年 - 1704年） - 主著『統治二論』において労働価値説を主張。
  - リチャード・カンティロン（1680年頃 - 1734年） - ペティの理論を継承し価値の源泉を土地に求める重農主義的立場をとった。主著『商業試論』（1755年）。
  - デイヴィッド・ヒューム（1711年 - 1776年）
  - ジェームズ・ステュアート（1712年 - 1780年） - 「最初の経済学者」「最後の重商主義者」として『経済学原理』（1767年）を著し重商主義の理論体系を総括[9]。
  - ジョサイア・タッカー（1713年 - 1799年）
  - ジェームズ・ミル（1773年 - 1836年）

### フランス
- J.ボダン（1530年 - 1596年）
- B.ラフマ（1545年 - 1612年）
- リシュリュー（1585年 - 1642年）
- J.B.コルベール（1619年 - 1683年）

### アジア
日本においては江戸時代中期の政治家・田沼意次がその先駆者として挙げられている。また18 - 19世紀に活躍した本多利明・佐藤信淵・帆足万里の経世論のなかにも典型的な重商主義理論が見られる。また、五代十国時代の中国では、十国といわれる地方政権はいずれも鉄銭・鉛銭の発行や輸出の促進などにより銀・銅を政府のもとに蓄積する政策を行った。

## 議論

### アダム・スミスによる批判
重商主義は、18世紀にはアダム・スミスの『国富論』で繰り返し批判されている。『国富論』によると、人々が豊かになるのはあくまで輸入品を消費することによってであり、輸出によってではない。輸出は欲しいものを輸入するために必要な外貨の獲得のためのものであって、輸出それ自体が貿易の目的ではない。輸入業者が支払い請求に応じるのに必要な負担をまかなうために、輸出が必要となるにすぎない。またこのことから、交易条件の改善によって、より少ない輸出でより多くの輸入が出来るようになることは国民を豊かにするが、自国通貨高は輸入価格と輸出価格の両方を変化させるので、より少ない輸出でより多くの輸入が出来るようになるわけではなく、そのためより多くの輸入品の購買や消費が可能になって国民が豊かになるわけでもないことがわかる。
またスミスは、重商主義の背景にある愛国心について「愛国心は、他のあらゆる近隣国の繁栄・拡大を、悪意に満ちた妬み・羨望をもって眺めようとする気分にさせることが多い」と述べており、自分の身の回りの人々に愛を感じることは自然であり必要でもあるが、それが偏狭な国民的偏見をもたらす可能性を警戒していた。『国富論』については、重商主義が言う貿易差額（黒字）で金銀を稼ぐことが富の源泉ではなく、労働こそが富の源泉であるという視点を示していると指摘されている。

### その他
ジョン・メイナード・ケインズが、著書『雇用・利子および貨幣の一般理論』において、重商主義を「復権と尊敬とに値する」と主張したという指摘がある。この点から、重商主義政策をケインズ政策、つまり有効需要確保の政策とする解釈も存在する。
ある国にとって「貿易の黒字は利益で赤字は損失である」といった見方は重商主義的な誤解の典型である。重商主義のわかりやすさには、人間が人間であるがゆえにもつ各種のバイアスが寄与しているとする指摘もある。

## 新重商主義
重商主義は絶対王政の存在と植民地主義の下での経済思想であるため、現代ではこの二つの条件を満たしている国はほとんど存在しない。しかし貿易によって利益を得る、輸出を増大させる考えは存続し、20世紀以降も輸出主導で経済成長を図る政策が各国で取られた。このような貿易政策は、新重商主義あるいは単に重商主義と呼ばれる。新重商主義についてはジョーン・ロビンソンの定義が知られており、そこでは、各国政府が自国民の利益のために、国際的な経済活動において、自国の商品・サービスのシェア拡大を目的として政策設定すること、とする。
新重商主義は、国内の過剰生産の解消と、貿易収支による資本蓄積を基に、自国経済を成長させるには有効な政策だとする評価もある。こうした評価は、改革開放後の中華人民共和国や高度経済成長期の日本による輸出主導型成長と結びつけられる。。また21世紀以降においても国際競争力という考えは残り、日本でも国際競争力を求めた政策が検討、実施されることがある。しかしこの考え方も、重商主義が元だとする指摘もある。